# Colonne sonore di K-On!
Lista delle colonne sonore della serie televisiva anime di K-On!.

## K-On! Intro Theme: Cagayake! Girls
Tracce
1. Kagayake! GIRLS
2. Happy!? Sorry!!
3. Kagayake! GIRLS (Instrumental)
4. Happy!? Sorry!! (Instrumental)

## K-On! Outro Theme: Don't Say "Lazy"
Tracce
1. Don't say "lazy"
2. Sweet Bitter Beauty Song
3. Don't say "lazy" (Instrumental)
4. Sweet Bitter Beauty Song (Instrumental)

## K-On! Fuwa Fuwa Time
Tracce
1. Fuwa Fuwa Time
2. Tsubasa wo Kudasai
3. Fuwa Fuwa Time （Instrumental）
4. Tsubasa wo Kudasai （Instrumental）
5. Fuwa Fuwa Time （Instrumental 【-Guitar】）
6. Fuwa Fuwa Time （Instrumental 【-Keyboard】）
7. Fuwa Fuwa Time （Instrumental 【-Bass】）
8. Fuwa Fuwa Time （Instrumental 【-Drums】）

## K-On! Original Soundtrack
Tracce
1. Have some tea?
2. Morning dew
3. Isogeya Isoge!
4. Kawaii Inbo
5. 2 Hiki no Koneko
6. Ii Yume Mitene
7. Cotton candy
8. Virtual love
9. Tnapopo Takkyubin
10. Ukkari Kimi no Tame ni
11. Genki!
12. Oba-chan no Dance
13. The other side of evening sun
14. Dead soldiers (Laugh)
15. Hold on your love
16. Falling reinforced concrete
17. Small flashing
18. Kendama-Kun
19. Karui Jodan
20. Crape wa Ikaga?
21. Happy languidness
22. Emerald green
23. My hometown where it snows
24. Ginsekai no Asa
25. Tea at the night of Christmas
26. Koneko no Ensokai
27. Patrol of stroll
28. Doki Doki Friday night
29. Ringo... Ringo... Ringo Ame
30. 15-Sai no March
31. Jajauma 3 Nin Musume
32. Hesitation
33. Pinch Daisuki!
34. Dress ni Crape wa Niawanai?
35. Anohi no Yume
36. Happy End

## K-On! Image Song: Hirasawa Yui
Tracce
1. Guitar ni Kubittake
2. Sunday Siesta
3. “Let's Go” (Yui Version)
4. Guitar ni Kubittake (Instrumental)
5. Sunday Siesta (Instrumental)
6. “Let's Go” (Instrumental)

## K-On! Image Song: Akiyama Mio
Tracce
1. Heart Goes Boom!!
2. Hello Little Girl
3. “Let's Go” (Mio Version)
4. Heart Goes Boom!! (Instrumental)
5. Hello Little Girl (Instrumental)
6. “Let's Go” (Instrumental)

## K-On! Gekichuka Shu Album
Tracce
1. Watashi no Koi wa Hotch-kiss
2. Fude Pen - Boru Pen (Ball Point Pen) -
3. Curry Nochi Rice
4. Fuwa Fuwa Time (5 People Version)

## K-On! Image Song: Tainaka Ritsu
Tracce
1. Girly Storm Shissou Stick
2. Mezase Happy 100%↑↑↑
3. “Let's Go” (Ritsu Version)
4. Girly Storm Shissou Stick (Instrumental)
5. Mezase Happy 100%↑↑↑ (Instrumental)
6. “Let's Go” (Instrumental)

## K-On! Image Song: Kotobuki Tsumugi
Tracce
1. Dear My Keys -Kenban no Mahou-
2. Hummingbird
3. “Let's Go” (Tsumugi Version)
4. Dear My Keys -Kenban no Mahou- (Instrumental)
5. Hummingbird (Instrumental)
6. “Let's Go” (Instrumental)

## K-On! Image Song: Nakano Azusa
Tracce
1. Jaja Uma Way To Go
2. Watashi ha Watashi no Michi wo Yuku
3. “Let's Go” (Azusa Version)
4. Jaja Uma Way To G (Instrumental)
5. Watashi ha Watashi no Michi wo Yuku (Instrumental)
6. “Let's Go” (Instrumental)

## K-On! Image Song: Hirasawa Ui
Tracce
1. Lovely Sister LOVE
2. Oui! Ai Kotoba
3. Lovely Sister LOVE (Instrumental)
4. Oui! Ai Kotoba (Instrumental)

## K-On! Image Song: Manabe Nodoka
Tracce
1. Coolly Hotty Tension Hi!!
2. Prologue
3. Coolly Hotty Tension Hi!! (Instrumental)
4. Prologue (Instrumental)

## K-On! Insert Single: Maddy Candy
Tracce
1. Maddy Candy
2. Hell the World
3. Maddy Candy (Instrumental)
4. Hell the World (Instrumental)

## K-On! Sakurako Keionbu Official Band Yarouyo!!
Tracce
1. Cagayake! GIRLS (5 People Ver.)
2. Happy !? Sorry!!
3. Don't say "lazy" (5 People Ver.)
4. Sweet Bitter Beauty Song
5. Fuwa Fuwa Time (5 People Ver.)
6. Fude Pen - Boru Pen (Ball Point Pen) - (5 People Ver.)
7. Curry nochi Rice (4 People Ver.)
8. Watashi no Koi wa Hotch-Kiss (4 People Ver.)
9. Let's Go

## K-On!! Sakurako Keionbu Official Band Yarouyo!!
Tracce
Disco 1
1. FUWA FUWA TIME/ HO-KAGO TEA TIME
2. FUWA FUWA TIME/ HO-KAGO TEA TIME
3. FUWA FUWA TIME/ HO-KAGO TEA TIME
4. FUWA FUWA TIME/ HO-KAGO TEA TIME
5. FUWA FUWA TIME/ HO-KAGO TEA TIME
6. FUWA FUWA TIME/ HO-KAGO TEA TIME
7. MADDY CANDY/ DEATH DEVIL
8. MADDY CANDY/ DEATH DEVIL
9. HELL THE WORLD/ DEATH DEVIL
10. HELL THE WORLD/ DEATH DEVIL

Disco 2
1. INTRO.-ICHI INTRO:RIFF
2. A A MELO:BRIDGE MUTE WO KIKASETA EIGHT BEAT BACKING
3. B B MELO:RHYTHM&CHORD ARRANGE
4. C SABI:CHORD BACKING
5. C ICHI SHOUSETSU MAE&C HACHI SHOUSETSUME:GT.ICHI&NI NI YORU UNISON
6. INTER. NANA-HACHI SHOUSETSUME:EFFECT GIMMICK
7. GT.SOLO:E MINOR PENTATONIC SOLO
8. D D MELO:ARPEGGIO
9. D JUUGO SHOUSETSUME-E LAP:GT.ICHI&NI NI YORU UNISON
10. CODA-:ENDING RIFF&BREAK
11. INTRO.-ICHI GO SHOUSETSUME-:OCTAVE BACKING
12. A A MELO RIFF:TANON CUTTING
13. B B MELO:COUNTER MELODY
14. B NANA-HACHI SHOUSETSUME:GT.ICHI&NI NI YORU UNISON
15. C SABI:OCTAVE BACKING
16. INTER. HACHI SHOUSETSUME:HARMONICS&EFFECT
17. INTER. KYUU SHOUSETSUME-:WAH NI YORU BACKING
18. D JUUGO SHOUSETSUME-E LAP:GT.ICHI&NI.KEYBOARD NI YORU UNISON
19. E LAP:PITCH SHIFTER WO SHIYOU SHITA PLAY
20. CODA-:WAH NI YORU BACKING&BREAK
21. INTRO.-ICHI INTRO-A A MELO:GLISSANDO
22. B NANA SHOUSETSUME:KYUUFU NO KARANDA PLAY
23. B HACHI SHOUSETSUME&JUUGO SHOUSETSUME:GUITAR.BASE.DRUM TO NO UNISON
24. C SABI:LONG TONE WO IKASHITA BACKING
25. C JUUYON SHOUSETSUME-INTRO.-NI:BREAK&RHYTHM
26. D JUUGO-JUUHACHI SHOUSETSUME:GUITAR TO DRUM TO NO UNISON
27. E GO SHOUSETSUME-:GUITAR TO DRUM TO NO UNISON
28. CODA-:BREAK
29. INTRO.-ICHI INTRO:GLISSANDO
30. A A MELO:MUTE WO KIKASETA HACHIBU BACKING
31. B B MELO:EIGHT BEAT BACKING ARRANGE ICHI
32. C SABI:EIGHT BEAT BACKING ARRANGE NI
33. INTER.:KARA PICKING TO GHOST NOTE WO IKASHITA SOLO
34. E LAP:OCTAVIA WO SHIYOU SHITA PLAY
35. CODA-:BREAK
36. INTRO.-1 INTRO-:RYOUTE SHIBU NI YORU RHYTHM PATTERN
37. B B MELO:A MELO SHIBU UCHI KARA NO EIGHT BEAT RHYTHM PATTERN
38. B HACHI SHOUSETSUME:FILL
39. B JUUGO SHOUSETSUME:FILL
40. INTER.:ENSEMBLE JOU DENO CHUUITEN ICHI
41. GT.SOLO:ENSEMBLE JOU DENO CHUUITEN NI
42. D HACHI&JUSSHOUSETSUME:SENSAI NA CYMBAL PLAY
43. D JUUGO&JUUROKU SHOUSETSUME:FILL
44. E JUUICHI SHOUSETSUME:BASS DRUM NO SANREN PHRASE
45. CODA HACHI SHOUSETSUME:BREAK

## K-On!! Intro Theme: GO!GO! MANIAC
Tracce
1. GO!GO! MANIAC
2. Genius...!?
3. GO!GO! MANIAC (INSTRUMENTAL)
4. Genius...!? (INSTRUMENTAL)

## K-On!! Outro Theme: Listen!!
Tracce
1. Listen!!
2. Our Magic
3. Listen!! (Instrumental)
4. Our Magic (Instrumental)

## K-On!! Sakurako Keionbu Official "Band Yarouyo!! -Let's Music!!-"
Tracce
1. GO! GO! MANIAC
2. GO! GO! MANIAC
3. GO! GO! MANIAC
4. GO! GO! MANIAC
5. GO! GO! MANIAC
6. GO! GO! MANIAC
7. LISTEN!!
8. LISTEN!!
9. LISTEN!!
10. LISTEN!!
11. LISTEN!!
12. LISTEN!!

## K-On!! Insert Song: Pure Pure Heart
Tracce
1. Pure Pure Heart
2. Sakuragaoka Joshi Kotogakko Koka [Rock Ver.]
3. Pure Pure Heart (instrumental)
4. Sakuragaoka Joshi Kotogakko Koka [Rock Ver.] (instrumental)
5. Pure Pure Heart (instrumental) [Guitar 1]
6. Pure Pure Heart (instrumental) [Guitar 2]
7. Pure Pure Heart (instrumental) [Keyboard]
8. Pure Pure Heart (instrumental) [Bass]
9. Pure Pure Heart (instrumental) [Drums]

## K-On!! Insert Song: LOVE
Tracce
1. Love!!
2. Genom
3. Love!! (Instrumental)
4. Genom (Instrumental)

## K-On!! Original Sound Track Vol.1
Tracce
1. ONE MORE TEA?
2. ASAHI WO ABITE
3. FUTARI NO SEKAI
4. DANCE OF PICKLED SCALLION
5. TEMPTATION WITH RAIN
6. TOSTADA
7. KYOTO NO ASA
8. DRAGON GOD
9. HAMSTER NO DANCE
10. ANO HI NO KAERIMICHI
11. TAMAMUSHI NO ZUSHI TO SANKAKU JOUGI
12. DEGITAL FANCY DOLL
13. GATTEN DA!
14. TEA WITH YOU
15. REASON THAT DOESN`T DEVELOP
16. CHERRY`S FEELINGS
17. WORRY OF CHERRY
18. HAPPY RAINY DAY
19. AME FURI/ TOYOSAKI AKI
20. USAGI TO KAME/ TOYOSAKI AKI

## K-On!! Intro Theme: Utauyo!! MIRACLE
Tracce
1. UTAUYO!!MIRACLE
2. KIRAKIRA DAYS
3. UTAUYO!!MIRACLE (Instrumental)
4. KIRAKIRA DAYS (Instrumental)

## K-On!! Outro Theme: NO, Thank You!
Tracce
1. NO.THANK YOU!'
2. GIRLS IN WONDERLAND
3. NO.THANK YOU! (Instrumental)
4. GIRLS IN WONDERLAND (Instrumental)

## K-On!! Insert Song: Gohan wa Okazu / U&I
Tracce
1. Gohan wa Okazu
2. U&I
3. Gohan wa Okazu (Instrumental)
4. U&I (Instrumental)
5. Gohan wa Okazu (Instrumental - Guitar 1)
6. Gohan wa Okazu (Instrumental - Guitar 2)
7. Gohan wa Okazu (Instrumental - Keyboard)
8. Gohan wa Okazu (Instrumental - Bass)
9. Gohan wa Okazu (Instrumental - Drums)
10. U&I (Instrumental - Guitar 1)
11. U&I (Instrumental - Guitar 2)
12. U&I (Instrumental - Keyboard)
13. U&I (Instrumental - Bass)
14. U&I (Instrumental - Drums)

## K-On!! Sakurako Keionbu Official Band Yarouyo!! -Let's Music!! 2-
Tracce
1. UTAUYO!!MIRACLE
2. UTAUYO!!MIRACLE
3. UTAUYO!!MIRACLE
4. UTAUYO!!MIRACLE
5. UTAUYO!!MIRACLE
6. UTAUYO!!MIRACLE
7. NO.THANK YOU!
8. NO.THANK YOU!
9. NO.THANK YOU!
10. NO.THANK YOU!
11. NO.THANK YOU!
12. NO.THANK YOU!

## K-On!! Original Sound Track Vol.2
Tracce
1. Early tea
2. My dearest Baumkuchen
3. Okashi no Merry Go Round
4. Pasadena Fwy
5. Na I Sho!
6. Tarirariran!
7. Shiosai to Yuuhi
8. Sepia iro no Nikki
9. Tenpura-kun
10. Hard luck girl
11. Autumn breeze
12. Fine rain in afternoon
13. Cherry's toy box
14. Nuki Ashi Sashi Ashi Shinobi Ashi
15. Ningyo no Kataomoi
16. Kaidan non Kaidan
17. U&I ~Yuuhi no Kirei Naano Oka de~
18. Unjou Chaya
19. Fude Pen ~Ball Pen~ (YuiAzu Ver.)
20. Sakura ga Oka Joshikoura Gakkou Kouka

## K-On!! Insert Songs Hokago Tea Time II
Tracce
Disco 1
1. Ichigo Parfait ga Tomaranai (Studio Mix)
2. Pure Pure Heart (Studio Mix)
3. Honey sweet tea time (Studio Mix)
4. Gohan wa Okazu (Studio Mix)
5. Samidare 20 Love (Studio Mix)
6. U&I (Studio Mix)
7. Tokimeki Sugar (Studio Mix)
8. Fuyu no Hi (Studio Mix)
9. Tenshi ni Furetayo! (Studio Mix)
10. Hokago Tea Time (Studio Mix)

Disco 2
1. Fuwafuwa Jikan (Cassette Mix)
2. Curry Nochi Rice (Cassette Mix)
3. Watashi no Koi wa Hotchkiss (Cassette Mix)
4. Fude Pen -Ballpoint Pen- (Cassette Mix)
5. Pure Pure Heart (Cassette Mix)
6. Ichigo Parfait ga Tomaranai (Cassette Mix)
7. Honey sweet tea time (Cassette Mix)
8. Tokimeki Sugar (Cassette Mix)
9. Fuyu no Hi (Cassette Mix)
10. Samidare 20 Love (Cassette Mix)
11. Gohan wa Okazu (Cassette Mix)
12. U&I (Cassette Mix)